# Totoya
Totoya je nejmenší ostrov v souostroví Moala, podskupině souostroví Lau, ve státě Fidži. Leží na 18,93° jižní šířky a 179,83° západní délky.
Totoya je vulkanického původu. Má rozlohu 28 km² a maximální výšku 385 m. Nejvýznamnějšími hospodářskými provozy jsou kokosové plantáže.